# Alpes da Provença
Os Alpes da Provença  (em francês:   Alpes da Provence) são uma maciço que fazem parte dos Alpes Ocidentais e estão no departamento francês de Alpes da Alta Provença. O ponto mais alto deste maciço é a  Tête de l'Estrop que atinge os 2.961 m.

## Divisão tradicional
Os Alpes da Provença faziam parte da divisão tradicional da partição dos Alpes adoptada em 1926 pelo IX Congresso Geográfico Italiano  na Itália, com o fim de normalizar a sua divisão em Alpes Ocidentais aos quais pertenciam, os Alpes Centrais e dos Alpes Orientais.

## Geografia
Segundo o SOIUSA, os Alpes da Provença têm uma acessão mais ampla e compreendem também os Pré-Alpes de Digne.
A Norte estão limitados pelo Monte Viso dos Alpes Cócios e separados pelo Rio Ubaye, a Este com os  Alpes Marítimos, e a Oeste pelos Pré-Alpes de Digne.
A literatura especializada francesa faz coincidir este maciço com o Massif des Trois-Évêchés.
Os Alpes da Provença são um dos oito grupos que constituem os Alpes Ocidentais e são formados pelo Maciço des Trois-Évêchés, Pré-Alpes de Digne, Pré-Alpes de Castellane

## SOIUSA
A Subdivisão Orográfica Internacional Unificada do Sistema Alpino (SOIUSA) criada em 2005, dividiu os Alpes em duas grandes partes:Alpes Ocidentais e Alpes Orientais, separados pela linha formada pelo  Rio Reno - Passo de Spluga - Lago de Como - Lago de Lecco.
Os Alpes da Provença, Pré-Alpes de Digne, Pré-Alpes de Grasse, e os Pré-Alpes de Vaucluse formam os Alpes e Pré-Alpes da Provença.

### Classificação  SOIUSA
Segundo a SOIUSA este acidente orográfico chama-se  Alpes de Provença e é uma Sub-secção alpina  com a seguinte classificação:
- Parte = Alpes Ocidentais
- Grande sector alpino = Alpes Ocidentais-Sul
- Secção alpina = Alpes e Pré-Alpes da Provença
- Sub-secção alpina = Alpes de Provença
- Código = I/A-3.I